# شارع الحب (مسرحية)
شارع الحب، مسرحية كوميدية كويتية. من إنتاج عام 2009 كتبها عبد الأمير رجب وأخرجها محمد الحملي.

## عن العمل
تدور أحداث المسرحية عن أحوال الشباب الدراسية والعاطفية في الكويت وتطرح قضية المعاكسات بالإضافة إلى قضية القروض بأسلوب كوميدي هادف.

## الفنانين المشاركين بالعمل
- داوود حسين.
- أحمد السلمان.
- بدر الطيار.
- مي البلوشي.
- محمد الحملي.
- حسين المهدي.
- ياسة.
- محمد الرمضان.
- بدر الشعيبي.
- مشاري المجيبل.